# چاه مقدس

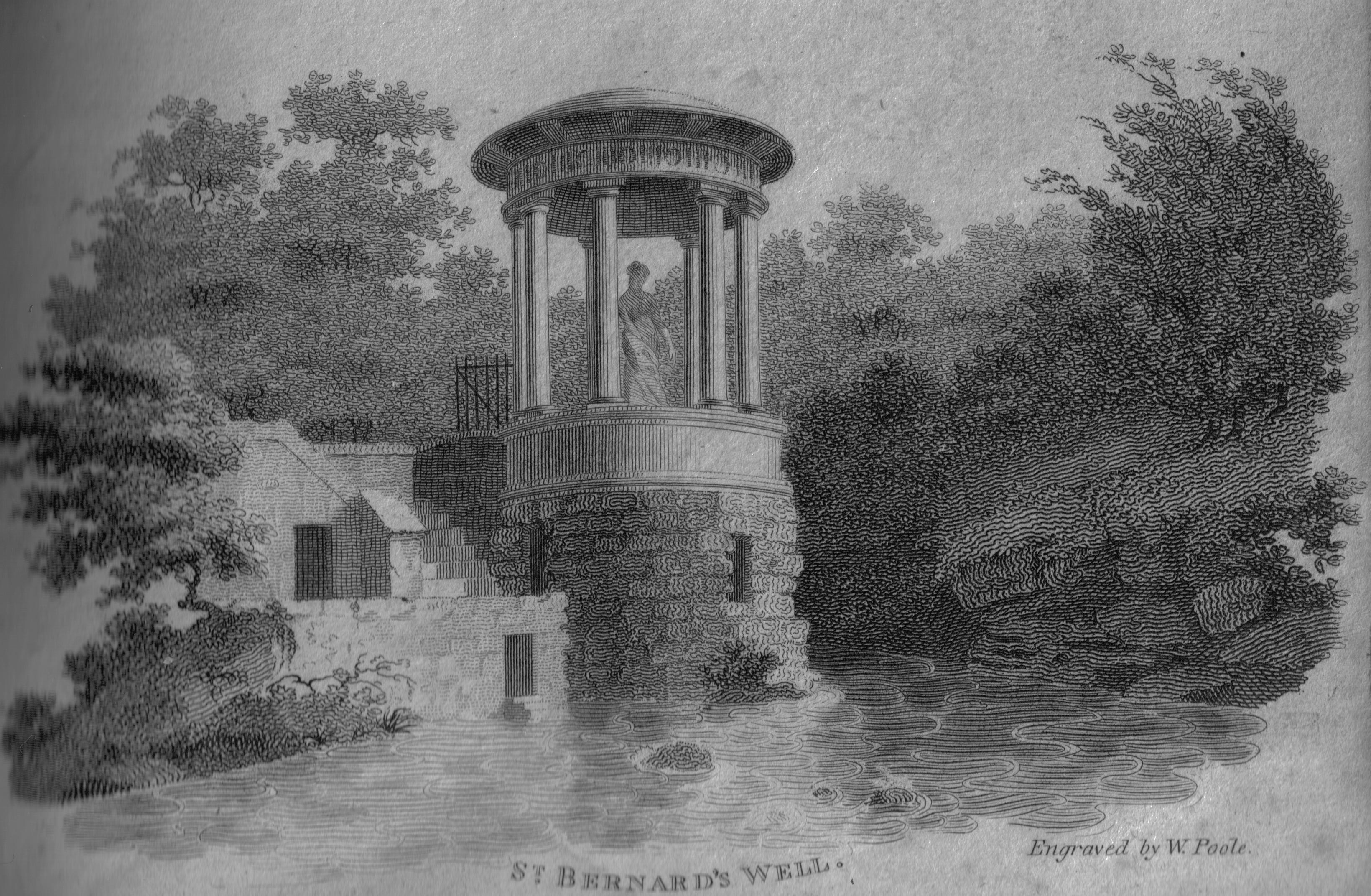
چاه سنت برنارد در استوک بریج در نزدیکی ادینبورگ در سال ۱۸۰۰.

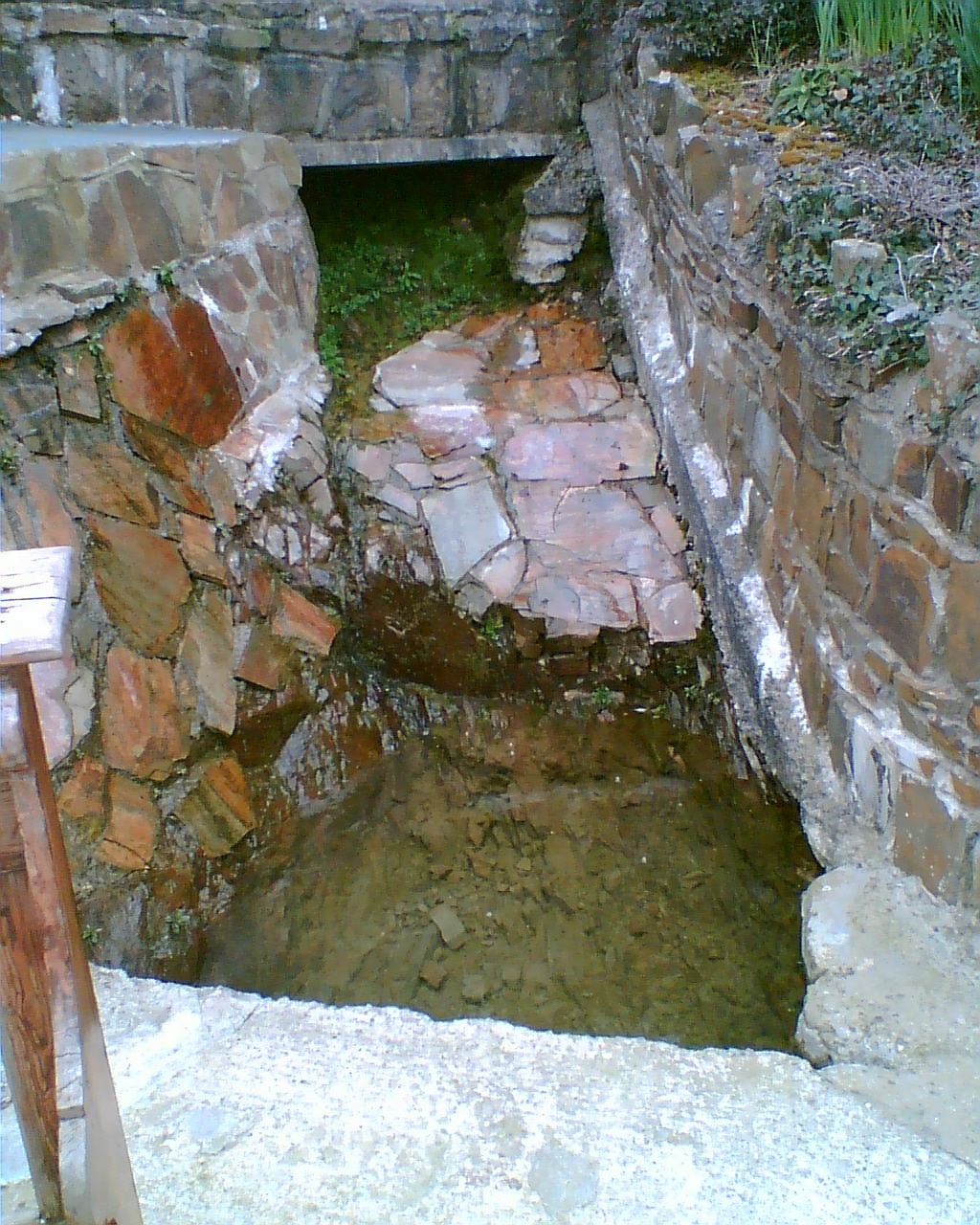
چاه سن بریگید در نزدیکی Buttevant در کورک ایرلند.

چاه مقدس یا چشمه مقدس به چاه یا چشمه یا مخازن کوچک طبیعی آب گفته می‌شود که نزد پیروان یک مذهب دارای تقدس و جایگاه خاص است.
در مسیحیت، تاریخچه چاه‌ها و چشمه‌های مقدس به مکتب پاگانیستم برمی گردد که بعدها مسیحیان نیز تقدس آنها را قبول داشتند. در فرهنگ عامه چاه‌ها، سرآبها، چشمه‌ها و منابع آبی نسبتاً کوچک در مجموع چاه مقدس نامیده می‌شوند.

## فرهنگ
چاه مقدس در اشکال مختلف در فرهنگها و مذاهب مختلف رواج دارد و ریشه آن به اهمیت و تقدسی که انسان برای آب قائل است برمی گردد که باوری جهانی است. ا